# Elisa Kauffeld
Elisa Kauffeld, geb. Krauss, (* 17. Oktober 1913 in London; † 16. Mai 2012 in Schortens) war eine deutsche Politikerin, Autorin, Friedensaktivistin, Mitgründerin der Friedens-Initiative Jever/Schortens. Sie war eine der ersten fünf Stewardessen bei der Lufthansa.

## Leben
Elisa Kauffeld wurde in London als Tochter einer deutschen Familie geboren. Der Vater war Großhandelskaufmann.
1937 wurde sie mit 25 Jahren als erste weibliche Flugbegleiterin bei der Lufthansa eingestellt. In dieser Zeit lernte Kauffeld ihren späteren Ehemann, einen deutschen Bordfunker kennen. 
Mit Beginn des Zweiten Weltkriegs wurde die zivile Luftfahrt eingestellt und ihr Mann zum Aufbau einer Luftfahrtgesellschaft nach Spanien versetzt. Das Paar lebte in Barcelona. Wegen der zunehmenden Kriegsbedrohungen flog Kauffeld, als sie schwanger war, zu ihren Eltern nach Bremen. Während der Geburt ihres Sohnes hielt sie sich im Luftschutzkeller versteckt, weil es zu Bombenangriffen auf ihr Elternhaus kam. Kurz nach der Geburt flüchtete sie mit ihrem Säugling nach Danzig, wo ihre Schwiegereltern lebten. 
Im November 1942 wurde das Flugzeug ihres Ehemanns beschossen und stürzte ab. Ihr Mann kam dabei ums Leben. Daraufhin wollte Kauffeld wieder zurück zu ihren Eltern nach Bremen. Im Nachhinein erwies es sich für sie als Glück, dass sie für das Schiff Wilhelm Gustloff keine Fahrkarte mehr erhielt. Das Schiff wurde torpediert und sank mit mehreren tausend Flüchtlingen. 
Zwei Jahre später heiratete Elisa Kauffeld erneut. Aus dieser Ehe gingen eine Tochter und ein Sohn hervor. Die Familie wohnte in Oldenburg. Seit Ende der 1970er Jahre lebte Elisa Kauffeld bei der Familie ihrer Tochter in Schortens im Landkreis Friesland. Dort starb sie 2012 im Alter von 98 Jahren.
Elisa Kauffeld ist Namensgeberin der Elisa-Kauffeld-Oberschule in Jever.